# 森口瑶子
森口瑶子（日语：／；1966年8月5日—），本名坂元陽子（婚前名为灘田陽子），曾用艺名灘阳子，是一位日本女演员。她出生于东京都葛饰区。毕业于京华女子高等学校和共立女子短期大学文科。隶属于松竹娱乐。身高164厘米，血型为A型。丈夫为编剧坂元裕二。